# Rodicol
Rodicol es una localidad española que forma parte del municipio de Murias de Paredes, en la provincia de León, comunidad autónoma de Castilla y León.

## Geografía

### Ubicación
| Noroeste: Villabandín        | Norte: Villabandín | Noreste: Sosas del Cumbral |
| Oeste: Senra                 |                    | Este: Sosas del Cumbral    |
| Suroeste Villanueva de Omaña | Sur: Sabugo        | Sureste: Sosas del Cumbral |

## Demografía
Evolución de la población
| Gráfica de evolución demográfica de Rodicol entre 2000 y 2017      |
|                                                                    |
| Población de derecho (2000-2017) según el padrón municipal del INE |